# Карамчаков, Андрей Алексеевич
Андрей Алексеевич Карамчаков (род. 28 декабря 1959, Усть-Сос, Красноярский край) — советский и российский спортсмен и тренер, Заслуженный тренер России.

## Биография
Родился 28 декабря 1959 года в селе Усть-Сос Бейского района Красноярского края в многодетной семье, где росло десять детей. Его сёстры — Инга, Лидия, Наталья и Татьяна, тоже стали известными спортсменами.
В 1976 году окончил Бондаревскую среднюю школу Бейского района, в 1983 году — Красноярский государственный медицинский институт.
Во время учёбы в институте занимался спортом. Стал мастером спорта СССР по борьбе самбо, мастером спорта СССР по вольной борьбе и мастером спорта РСФСР по национальной борьбе. Двукратный чемпион России, бронзовый призер чемпионата и Кубка СССР, победитель Всесоюзной Универсиады среди студентов, неоднократный призер чемпионатов и Кубка России, победитель и призер чемпионата ВЦСПС профсоюзов, а также многократный чемпион и призер международных и Всесоюзных турниров.
По окончании спортивной карьеры перешёл на тренерскую работу — много лет является тренером сборной команды России и главным тренером Республики Хакасия по женской борьбе. Является вице-президентом по женской борьбе Федерации спортивной борьбы республики Хакасия. Директор республиканской «Спортивной школы единоборств».
Карамчаков подготовил:
- Заслуженных мастеров спорта России по вольной борьбе — Ингу Карамчакову[3] и Лилию Каскаракову[4].
- 5 Мастеров спорта международного класса России по вольной борьбе — Татьяну Карамчакову, Ингу Карамчакову, Наталью Карамчакову, Лилию Каскаракову, Светлану Ярошевич.
- Более 15 мастеров спорта СССР и России.

Его воспитанницы выигрывали: чемпионат Европы (7 раз), серебро чемпионата Мира (4 раза), четырежды становились бронзовыми призерами чемпионата мира, два раза были призерами Кубка мира, чемпионами и призёрами СССР, обладателями Кубка России.

## Награды и звания
- За заслуги в становлении, развитии и популяризации женской борьбы в Хакасии, А. А. Карамчаков удостоен почетных званий «Заслуженный тренер России» (1993), «Заслуженный работник физической культуры и спорта Республики Хакасия» (1998), награждён орденом «За заслуги перед Хакасией» (2012).
- Ежегодно с 1990 по 2009 годы становился «Лучшим тренером Республики Хакасия».